# Harsdorf
Harsdorf (oberfränkisch: Hoasch-doaf) ist eine Gemeinde im oberfränkischen Landkreis Kulmbach in Bayern.

## Geographie

### Lage
Harsdorf liegt am Rande des breiten Talbeckens der Trebgast, das im Osten zu einem Höhenzug des Obermainischen Hügellandes ansteigt. Im Norden wird der Ort von der Bundesautobahn 70 tangiert. Im Ortszentrum sind drei Bäume  als Naturdenkmäler ausgezeichnet.

### Gemeindegliederung
Harsdorf hat 15 Gemeindeteile (in Klammern ist der Siedlungstyp angegeben):
- Altenreuth (Weiler)
- Brauneck (Einöde)
- Harsdorf (Pfarrdorf)
- Haselbach (Weiler)
- Hettersreuth (Weiler)
- Holzlucken (Einöde)
- Lettenhof (Einöde)
- Oberaltenreuth (Weiler)
- Oberlaitsch (Dorf)
- Oberlohe (Einöde)
- Ritterleithen (Einöde)
- Sandreuth (Dorf)
- Unitz (Weiler)
- Unterlohe (Weiler)
- Zettmeisel (Dorf)

Der ehemalige Weiler Seierhaus zählt zum Gemeindeteil Oberlaitsch.
Es gibt auf dem Gemeindegebiet die Gemarkungen Harsdorf und Trebgaster Forst (Gemarkungsteil 0). Die Gemarkung Harsdorf hat eine Fläche von 8,492 km². Sie ist in 1815 Flurstücke aufgeteilt, die eine durchschnittliche Flurstücksfläche von 4679 m² haben. In ihr liegen sämtliche Gemeindeteile der Gemeinde.

## Geschichte

### Bis zur Gemeindegründung
Bodenfunde deuten auf eine erste Besiedlung der Gegend in der Bronzezeit hin (Fund eines Lappenbeiles im Edelmannshof). Man fand auch ein Reihengräberfeld aus karolingisch-ottonischer Zeit. Vermutlich bestatteten fränkische Siedler ihre Toten auf der Anhöhe oberhalb des sumpfigen Trebgasttales. Innerhalb der Kirche wurden anlässlich einer Renovierung unter dem Estrich der Sakristei die Reste eines Wehrturmes gefunden.
Im Jahre 1322 wurde im Schriftgut erstmals eine Kirche erwähnt. 1398 wurden die Herren von Künsberg aus dem Schloss Wernstein mit der Pfarrei belehnt. Der Ort bestand zu jener Zeit aus etwa 20 Gebäuden.
Harsdorf wurde 1373 erstmals urkundlich erwähnt, schon damals in der heutigen Schreibweise. Das Bestimmungswort ist Hartarat bzw. Hachart, wohl der Personenname des Siedlungsgründers.
Harsdorf bildete eine Realgemeinde mit Altenreuth, Brauneck, Haselbach, Hettersreuth, Oberlaitsch, Oberlohe und Unterlohe. Gegen Ende des 18. Jahrhunderts bestand Harsdorf aus 29 Anwesen. Das Hochgericht übte das bayreuthische Stadtvogteiamt Kulmbach aus. Dieses hatte zugleich die Dorf- und Gemeindeherrschaft. Grundherren waren
- das Kastenamt Kulmbach (7 Anwesen: 1 Wirtshaus, 1 Hof, 1 Söldengut, 1 Tropfsölde, 3 Tropfhäuser),
- der Markgräfliche Lehenhof Bayreuth (4 Viertelhöfe),
- das Stiftskastenamt Himmelkron (10 Anwesen: 3 Höfe, 2 Halbhöfe, 1 Sölde, 4 Tropfhäuslein),
- das Rittergut Goldkronach (7 Anwesen: 1 Halbhof, 6 Söldengüter),
- die Pfarrei Harsdorf (1 Sölde).

Außerdem gab es eine Kirche, ein Pfarrhaus und ein Schulhaus.
Als Teil des preußischen Fürstentums Bayreuth fiel Harsdorf im Frieden von Tilsit 1807 an Frankreich und kam 1810 zu Bayern.
Von 1797 bis 1810 unterstand der Ort dem Justiz- und Kammeramt Kulmbach. Mit dem Gemeindeedikt wurde 1811 der Steuerdistrikt Harsdorf gebildet, zu dem Altenreuth, Brauneck, Haselbach, Hettersreuth, Holzlucken, Lettenhof, Oberlaitsch, Oberlohe, Ritterleithen, Sandreuth, Unitz, Unterlohe und Zettmeisel gehörten. 1812 entstand die Ruralgemeinde Harsdorf, die deckungsgleich mit dem Steuerdistrikt war. Sie war in Verwaltung und Gerichtsbarkeit dem Landgericht Kulmbach zugeordnet und in der Finanzverwaltung dem Rentamt Kulmbach (1919 in Finanzamt Kulmbach umbenannt). In der freiwilligen Gerichtsbarkeit gehörten einige Anwesen bis 1848 Patrimonialgerichten an, die aus den ehemaligen Rittergütern entstanden sind. In der ersten Hälfte des 19. Jahrhunderts wurde auf dem Gemeindegebiet Michelsreuth gegründet. Ab 1862 gehörte Harsdorf zum Bezirksamt Kulmbach (1939 in Landkreis Kulmbach umbenannt). Die Gerichtsbarkeit blieb beim Landgericht Kulmbach (1879 in Amtsgericht Kulmbach umbenannt). Die Gemeinde hatte ursprünglich eine Fläche von 8,555 km², die sich durch die Umgliederung von Michelsreuth nach Trebgast im Jahre 1954 auf 8,453 km² verkleinerte.

### Einwohnerentwicklung
Im Zeitraum 1988 bis 2018 wuchs die Gemeinde von 748 auf 983 um 235 Einwohner bzw. um 31,4 %, das ist der stärkste prozentuale Einwohnerzuwachs im Landkreis im genannten Zeitraum.

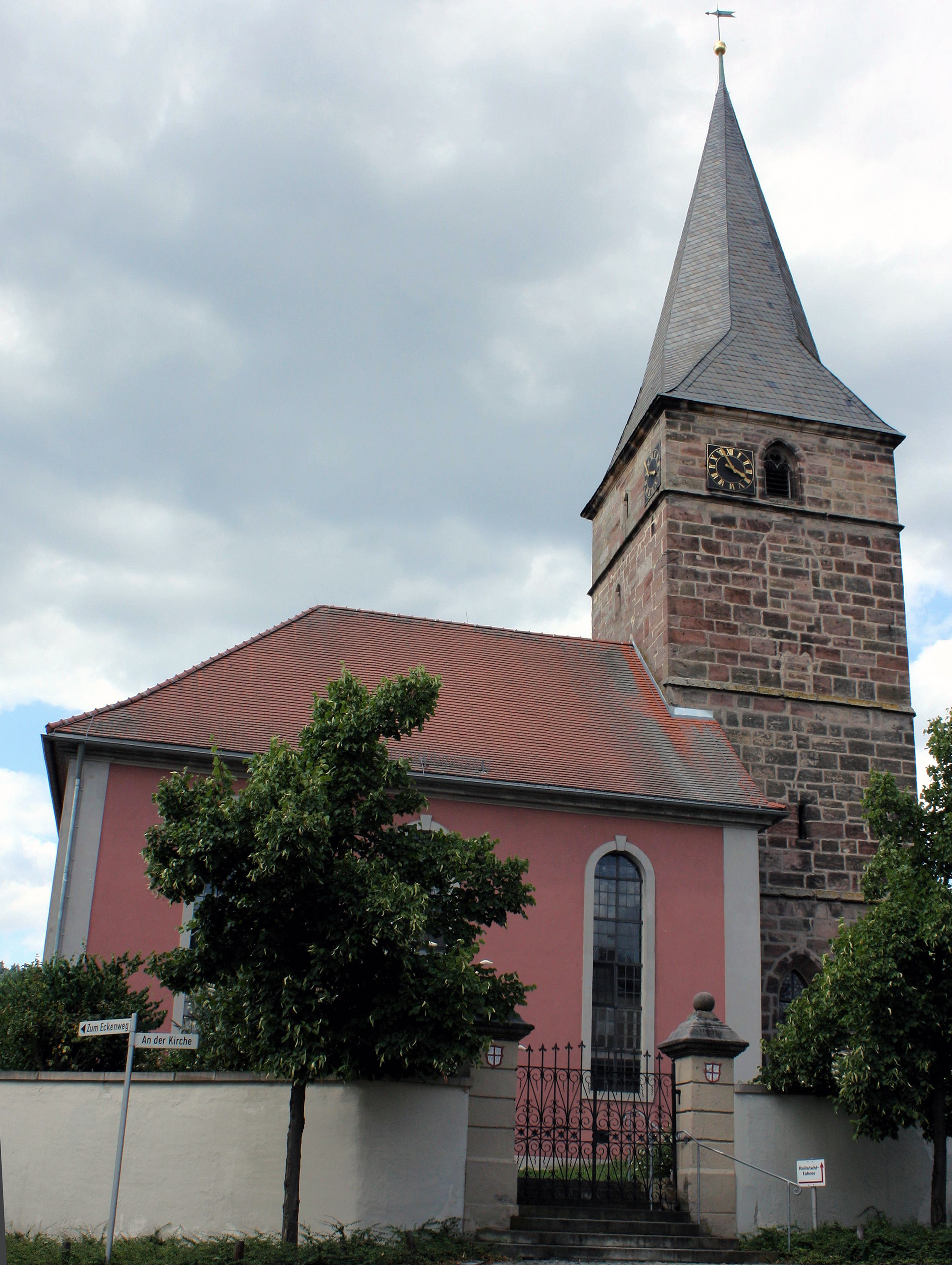
Kirche in Harsdorf

Gemeinde Harsdorf
| Jahr      | 1818   | 1840   | 1852   | 1861   | 1867   | 1871   | 1875   | 1880   | 1885   | 1890   | 1895   | 1900   | 1905   | 1910   | 1919   | 1925   | 1933   | 1939   | 1946   | 1950   | 1961   | 1970   | 1987   | 2008   | 2011   | 2015   | 2017   | 2021   |
| Einwohner | 428    | 509    | 621    | 642    | 612    | 625    | 617    | 773    | 768    | 710    | 758    | 708    | 701    | 725    | 729    | 687    | 630    | 624    | 846    | 886    | 745    | 750    | 751    | 1047   | 1006   | 980    | 988    | 957    |
| Häuser    | 75     |        |        |        |        | 103    |        |        | 109    | 108    |        | 110    |        |        |        | 117    |        |        |        | 117    | 143    |        | 205    |        |        | 321    | 321    |        |
| Quelle    | [ 13 ] | [ 17 ] | [ 17 ] | [ 18 ] | [ 19 ] | [ 20 ] | [ 21 ] | [ 22 ] | [ 23 ] | [ 24 ] | [ 17 ] | [ 25 ] | [ 17 ] | [ 26 ] | [ 17 ] | [ 27 ] | [ 17 ] | [ 17 ] | [ 17 ] | [ 14 ] | [ 15 ] | [ 28 ] | [ 29 ] | [ 30 ] | [ 30 ] | [ 30 ] | [ 30 ] | [ 30 ] |

Ort Harsdorf
| Jahr      | 001809 | 001818 | 001861 | 001871 | 001885 | 001900 | 001925 | 001950 | 001961 | 001970 | 001987 |
| Einwohner | 162    | 154    | 248    | 256    | 367    | 317    | 335    | 475    | 468    | 483    | 519    |
| Häuser    |        | 29     |        |        | 49     | 50     | 56     | 57     | 83     |        | 136    |
| Quelle    | [ 31 ] | [ 13 ] | [ 18 ] | [ 20 ] | [ 23 ] | [ 25 ] | [ 27 ] | [ 14 ] | [ 15 ] | [ 28 ] | [ 29 ] |

## Politik und Öffentliche Verwaltung
Die Gemeinde ist Mitglied der Verwaltungsgemeinschaft Trebgast.

### Bürgermeister
Erster Bürgermeister ist seit dem 1. Mai 2008 Günther Hübner (CSU). Sein Vorgänger war Alfred Baumgärtner (CSU), der das Amt ab 1990 innehatte.

### Gemeinderat
Die Kommunalwahlen führten zu folgenden Sitzverteilungen im Gemeinderat:
| Partei/Liste          | 2002 | 2008 | 2014 | 2020 |
| --------------------- | ---- | ---- | ---- | ---- |
| CSU 1                 | 06   | 05   | 05   | 05   |
| SPD/Wählervereinigung | 03   | 03   | 03   | 03   |
| Freie Wähler          | 03   | 04   | 04   | 04   |
| Gesamt                | 12   | 12   | 12   | 12   |

### Wappen und Flagge
Wappen
| Wappen von Harsdorf | Blasonierung: „In Blau eine eingeschweifte silberne Spitze, darin ein wachsender roter Turm mit zwei Ecktürmen, die Dächer mit goldenen Kugeln besteckt; vorne ein senkrechter silberner Bischofsstab mit abhängendem Velum, hinten eine senkrechte silberne Malzschaufel.“ |
| Wappen von Harsdorf | Wappenbegründung: Das Wappen der Gemeinde Harsdorf vereinigt Elemente aus Wappen von Adelsgeschlechtern, die für die Geschichte der Gemeinde von Bedeutung waren. Die in Blau eingeschweifte silberne Spitze ist das Wappen der Herren von Künßberg. Der rote Turm – hier in geminderter Form und veränderten Farben – stammt aus dem Wappen der Herren von Harsdorf. Der Bischofsstab weist auf die Pfarrkirche hin. Die Malzschaufel stellt die seit dem 19. Jahrhundert bis heute im Ort betriebene Malzherstellung dar. Dieses Wappen wird seit 1987 geführt. |

Flagge
Die Gemeindeflagge ist weiß-rot.

## Wirtschaft und Infrastruktur

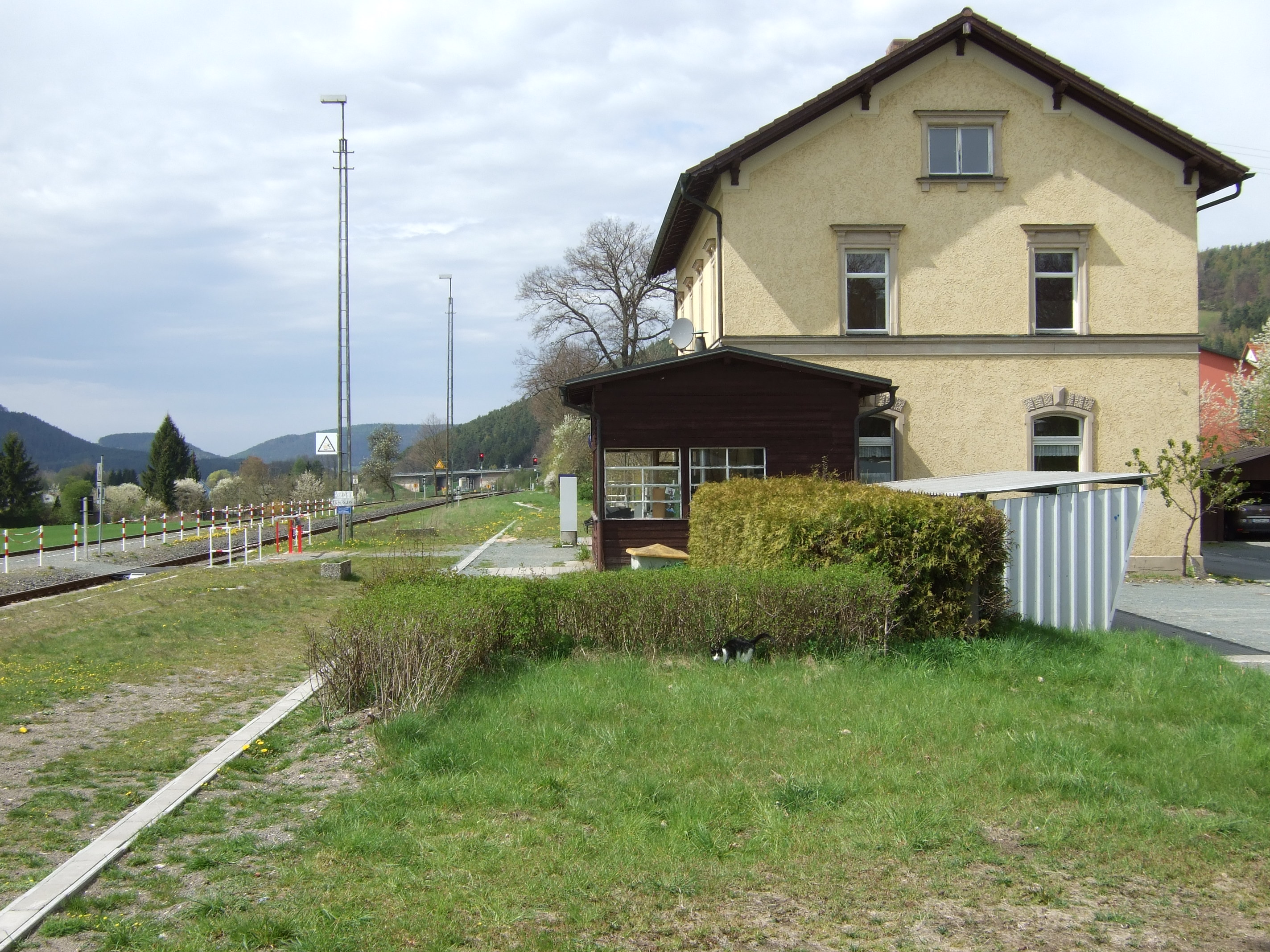
Bahnhof Harsdorf vor Umbau

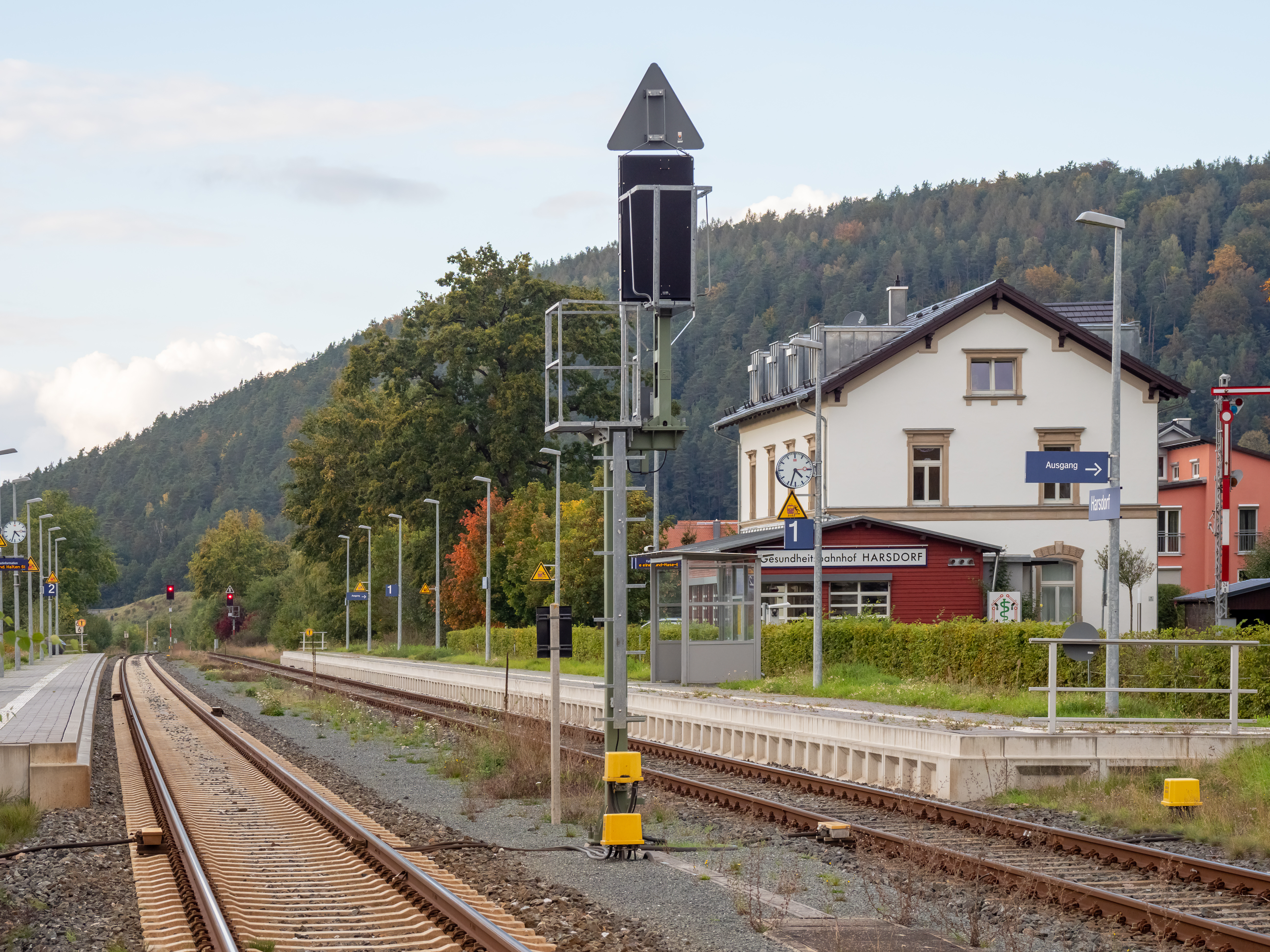
Bahnhof Harsdorf nach Umbau

### Wirtschaft einschließlich Land- und Forstwirtschaft
Es gab im Jahr 2021 nach der amtlichen Statistik im produzierenden Gewerbe 21 und im Bereich Handel und Verkehr 21 sozialversicherungspflichtig Beschäftigte am Arbeitsort. In sonstigen Wirtschaftsbereichen waren 54 Personen sozialversicherungspflichtig beschäftigt. Sozialversicherungspflichtig Beschäftigte am Wohnort gab es 413.
Im verarbeitenden Gewerbe existierte ein Betrieb, im Bauhauptgewerbe zwei Betriebe.
Zudem bestanden im Jahr 2020 15 landwirtschaftliche Betriebe mit einer landwirtschaftlich genutzten Fläche von 380 Hektar, davon waren 253 Hektar Ackerfläche und 127 Hektar Dauergrünfläche.

### Verkehr
Die Staatsstraße 2183 führt über Sandreuth nach Ramsenthal (3 km südöstlich) bzw. an Unterlaitsch vorbei nach Trebgast (4,5 km nördlich). Die Kreisstraße KU 14 führt an der Zoltmühle vorbei nach Pechgraben (2,2 km südwestlich). Eine Gemeindeverbindungsstraße verbindet über Hettersreuth mit Altenreuth (1,7 km südöstlich), eine weitere verbindet über Haselbach und Brauneck mit Zettmeisel (1,3 km nordöstlich). Ein Anliegerweg führt nach Unterlohe (0,7 km nordwestlich).
Der Bahnhof Harsdorf an der Bahnstrecke Bayreuth–Neuenmarkt-Wirsberg wurde 1901 erbaut, das Stellwerk kam 1936 hinzu. Der Mittelbahnsteig wurde 2012 entfernt und durch zwei Außenbahnsteige ersetzt. Das Anschlussgleis zur Harsdorfer Malzfabrik wurde in den 1990er Jahren abgebaut. 2014 wurde nach Umbauarbeiten der neue Gesundheitsbahnhof eingeweiht.

### Bildung
2022 gab es in Harsdorf folgende Bildungseinrichtungen:
- 1 Kindestageseinrichtung: 37 genehmigte Betreuungsplätze, 39 betreute Kinder

## Persönlichkeiten
- Adam Hereth (1897–1934), Arbeiter und eines der Opfer des sogenannten Röhm-Putsches